# Svatohavelský kancionál
Svatohavelský kancionál, též nazývaný Cantus sangalenses pragenses, v roce 1968 vydala Římskokatolická farnost u kostela Matky Boží před Týnem Praha-Staré Město, tehdy vedená ThLic. Jiřím Reinsbergem, jako rukopisnou pomůcku pro potřebu společenství věřících při kostele sv. Havla v Praze; obsahuje písně, které se tehdy v tomto kostele zpívaly a dosud zpívají. Jeho základem je přes dvacet mešních písní, respektive mešních celků složených zpravidla ze sedmi různých písní k jednotlivým částem mše, a to i zpěv k homilii a Sanctus. Kromě toho obsahuje antifony k přijímání (do druhého vydání již nebyly zařazeny) a k žalmům a několik desítek dalších skladeb, z nichž některé byly převzaty z Českého kancionálu z roku 1921 a část pochází od soudobých hudebních skladatelů, zejména Petra Ebena (včetně jeho mešního ordinária). Nové texty většinou napsal JUDr. PhDr. Josef Myslivec. První vydání bylo roku 1971 doplněno dodatkem označeným Cantuum Sangalensium pragensium supplementum primum.
Před Vánoci 2007 vyšlo v Karmelitánském nakladatelství pod názvem Svatohavelský zpěvník jeho druhé, upravené a revidované vydání, které obsahuje také abecední seznam zařazených písní.